# (90818) Daverichards
(90818) Daverichards est un astéroïde de la ceinture principale.

## Description
(90818) Daverichards est un astéroïde de la ceinture principale. Il fut découvert le 14 septembre 1995 à Haleakala par l'observatoire AMOS. Il présente une orbite caractérisée par un demi-grand axe de 2,73 UA, une excentricité de 0,10 et une inclinaison de 8,7° par rapport à l'écliptique.

## Compléments